# Loch Ailsh
Loch Ailsh es un lago de agua dulce situado en Sutherland, Escocia, a 2,6 km al noreste de la carretera A837. Se encuentra sobre el río Oykel, rodeado de bosques de plantación.
El nombre del lago probablemente deriva del mismo origen en gaélico escocés que Loch Alsh, Loch Aillse, que significa «lago espumoso».
En el extremo noreste del lago, sobre una playa arenosa, se ubica Benmore Lodge, una casa rural. Al sur del lago, en la orilla occidental del río Oykel, se encuentra un túmulo de corredor que data del período neolítico.
Loch Ailsh es un Lugar de Especial Interés Científico y una de las áreas protegidas designadas por la Agencia Escocesa de Protección Ambiental, lo que implica que cualquier pez capturado en el lago debe ser devuelto al agua. Es también un lugar clave de cría para la población del colimbo ártico en el Reino Unido. Se considera un lago relativamente oligotrófico.